# Сили оборони Ірландії
Сили оборони Ірландії (ірл. Óglaigh na hÉireann) — сукупність військ Республіки Ірландія, призначених для захисту свободи, незалежності та територіальної цілісності держави. Складаються з сухопутних військ, військово-морських та військово-повітряних сил.
Ірландія не є членом НАТО і проводить політику військового нейтралітету.

## Командування
Верховним головнокомандувачем є президент. Безпосереднє керівництво збройними силами здійснює міністр оборони, при якому діє консультативна рада оборони. До складу ради оборони входять: міністр оборони (голова), генеральний секретар міністерства оборони, начальник Генерального штабу і два його заступники (за операціями та з підтримки).

## Склад збройних сил

### Сухопутні війська
В сухопутної армії Ірландії служать приблизно 8500 осіб. Ще близько 13000 осіб становлять резерв. Країна розділена на три області, у кожній з яких сформована окрема піхотна бригада. Перша (1-а Південна) відповідає за операції в прибережних зонах. Друга (2-а Східна) — діє в районах Дубліну і Ленстера. Третя (4-а Західна) — в Коннахті та Манстері.
Крім дієвих частин існує навчально-тренувальний табір, поєднаний з базою управління і постачання в Керрі.

### Військово-морські сили
Чисельність ВМС Ірландії становить приблизно 1150 осіб. У їх завдання входить захист територіальних вод країни та патрулювання заповідних для вилову риби областей прибережних морів. Крім того, патрульні судна займаються перехопленням човнів контрабандистів. Великих суден у складі ВМС немає, озброєння наявних кораблів призначено для виконання функцій нагляду та охорони.
Військово-морські сили складаються зі штабу, оперативного командування, командування забезпечення, військово-морського коледжу. Оперативному командуванню підпорядкована флотилія патрульних кораблів, що складається з двох дивізіонів патрульних кораблів (по 4 кораблі у кожному) і вертолітної ескадрильї.
База ВМС — острів Холбоулін (Haulbowline) в затоці Корк.
Крім того, існує і не входить до складу ВМС служба Берегової Охорони, Irish Coast Guard (IRCG, ірл. Garda Cósta na hÉireann).

### Військово-повітряні сили
Військово-повітряні сили Ірландії виконують допоміжну функцію і не призначені для охорони повітряного простору над країною. Чисельність персоналу становить менше тисячі осіб, на озброєнні знаходяться вертольоти та два морських патрульних літака, оснащених сучасними засобами гідро- та радіолокації.
Військово-повітряні сили складаються зі штабу, двох авіаційних крил, двох крил забезпечення, батальйону зв'язку, військово-повітряного коледжу.
ВВС базуються на аеродромі Кейсмент (Casement Aerodorme) в Балдоннелі (Baldonnel).

### Резервні сили
Резервні сили поділяються на резерв першої та другої черги. До складу резерву першої черги входять колишні військовослужбовці сил постійної готовності. До складу резерву другої черги входять резерв сухопутних військ (Army reserve) і резерв військово-морських сил (Naval Service Reserve).
Резерв сухопутних військ включає всього 9 резервних піхотних батальйонів і 18 підрозділів забезпечення, у тому числі 3 батареї ППО. Крім того, у кожній з трьох зон сил постійної готовності створюється штаб резервної бригади.
Резерв військово-морських сил складається з двох груп: Східної резервної групи у складі двох рот (Дублін та Уотерфорд) і Південної резервної групи у складі двох рот (Корк та Лімерік)